# Elvis Laborde-Grèche
Pour les articles homonymes, voir Laborde.
Pas d'image ? Cliquez ici

a Compétitions nationales et continentales officielles uniquement.

Dernière mise à jour le 18 mars 2020.
Elvis Laborde-Grèche, né le 17 février 1983, est un joueur français de rugby à XV.

## Biographie
Elvis Laborde-Grèche  commence le rugby à XV en minimes et en cadets à l'Avenir de Bizanos avant de rejoindre les juniors à la Section paloise.
Il étudie au lycée agricole de Montardon et est titulaire d'un BTS paysagiste.
Après avoir joué comme troisième ligne aile à la Section paloise, il rejoint Nord Béarn XV,, (NBXV).
En 2013, il est récompensé d'un trophée attribué par La République des Pyrénées et les communautés de communes d'Arzacq et de Garlin.
En 2014, il est élu conseiller municipal de Mialos puis il devient adjoint au maire.
En 2016, il devient un des quatre nouveaux entraîneurs de Nord Béarn XV.
Il travaille comme gardien au château de Morlanne jusqu'en 2017.
Il est membre de la confrérie du porc du Sud Ouest.